# M106 (天体)
座標:  12h 18m 57.620s, +47° 18′ 13.39″
M106（NGC 4258）はりょうけん座にある渦巻銀河である。

## 概要
1947年にヘレン・ソーヤー・ホッグによってM105、M107とともにメシエカタログに加えられた。
渦巻きの中で青く光る部分は、星の生成が活発に行われている部分である。1950年代以来電波源が見いだされており、1995年には国立天文台野辺山宇宙電波観測所の45メートル宇宙電波望遠鏡やアメリカ国立電波天文台の超長基線アレイ (VLBA) による観測で、中心部に太陽の3600万倍もの質量を持つ超大質量ブラックホールの候補天体が発見された。
1981年3月に超新星SN 1981Kが出現、2014年5月20日にはSN 2014bcが発見された。
双眼鏡で微かな円形に見える。口径8cmの望遠鏡で南のほうがややはっきりとした楕円であることが分かる。口径10cmで空の条件が良い時に、中心部の核と2本の腕が見えてくる。小口径でこうした銀河の構造が見られる対象は少ない。口径20cmでは腕の構造もよりはっきり見えてくる。

## 観測史
1781年7月にピエール・メシャンが発見した。メシャンは「1781年7月私はおおぐま座に近い、りょうけん3番星の1°ばかり南で、もうひとつの星雲を発見した…」と記している。当初はカタログに収められていなかったためメシャンの発見は世に知られず、1788年3月9日にウィリアム・ハーシェルによって独立発見されている。ハーシェルは「かなり大きく、核は輝く」とした。

## ギャラリー

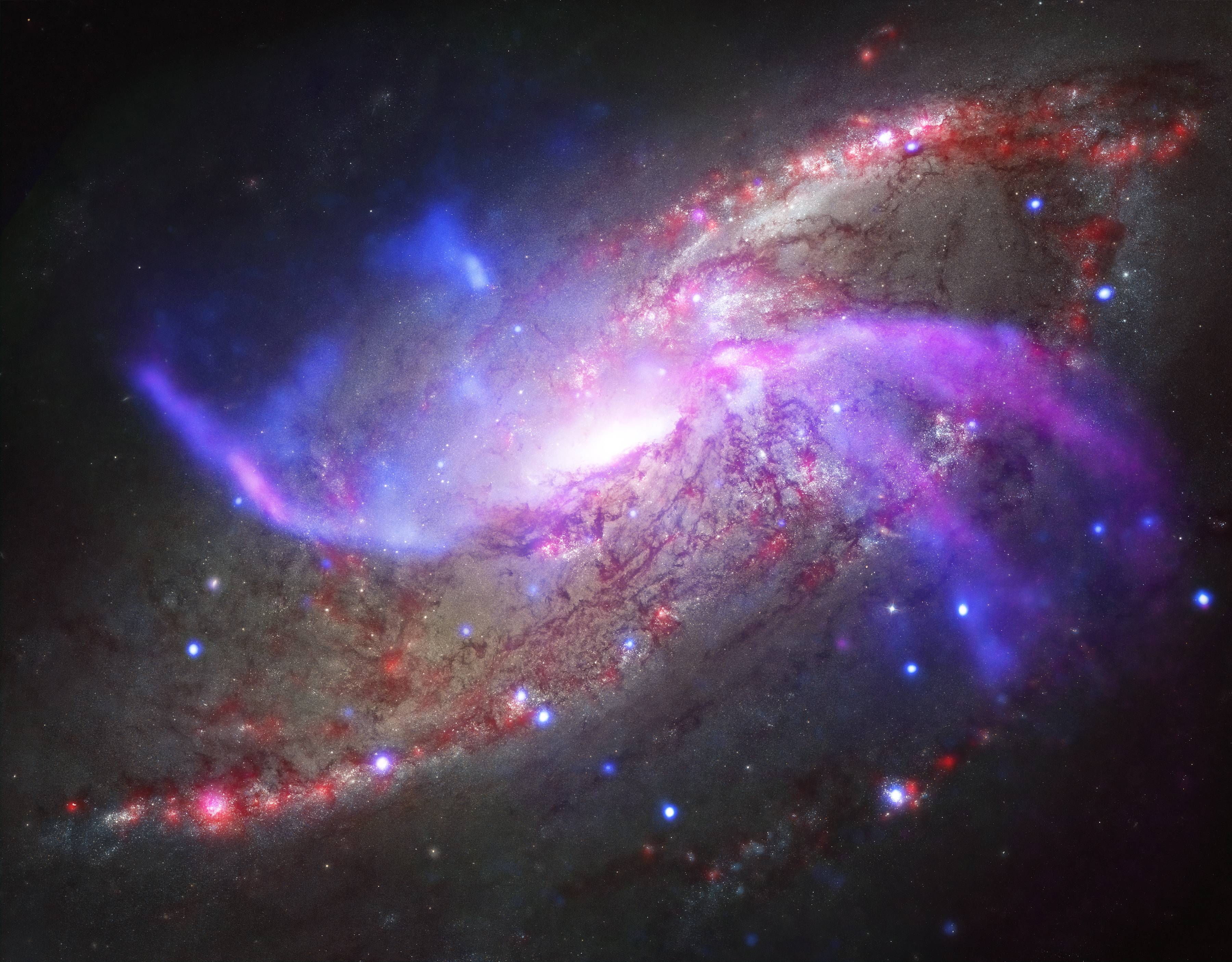
紫の腕は、M106の中心部にある巨大ブラックホールが放つジェットの水素ガスの衝撃波とみられている。